# Ancistrochilus rothschildianus
Ancistrochilus rothschildianus är en orkidéart som beskrevs av O'brien. Ancistrochilus rothschildianus ingår i släktet Ancistrochilus och familjen orkidéer. Inga underarter finns listade i Catalogue of Life.

## Bildgalleri

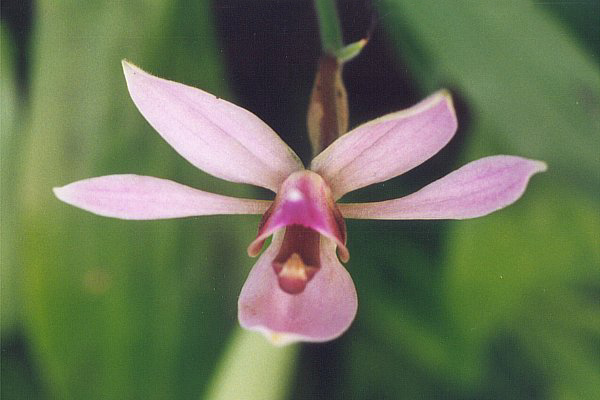
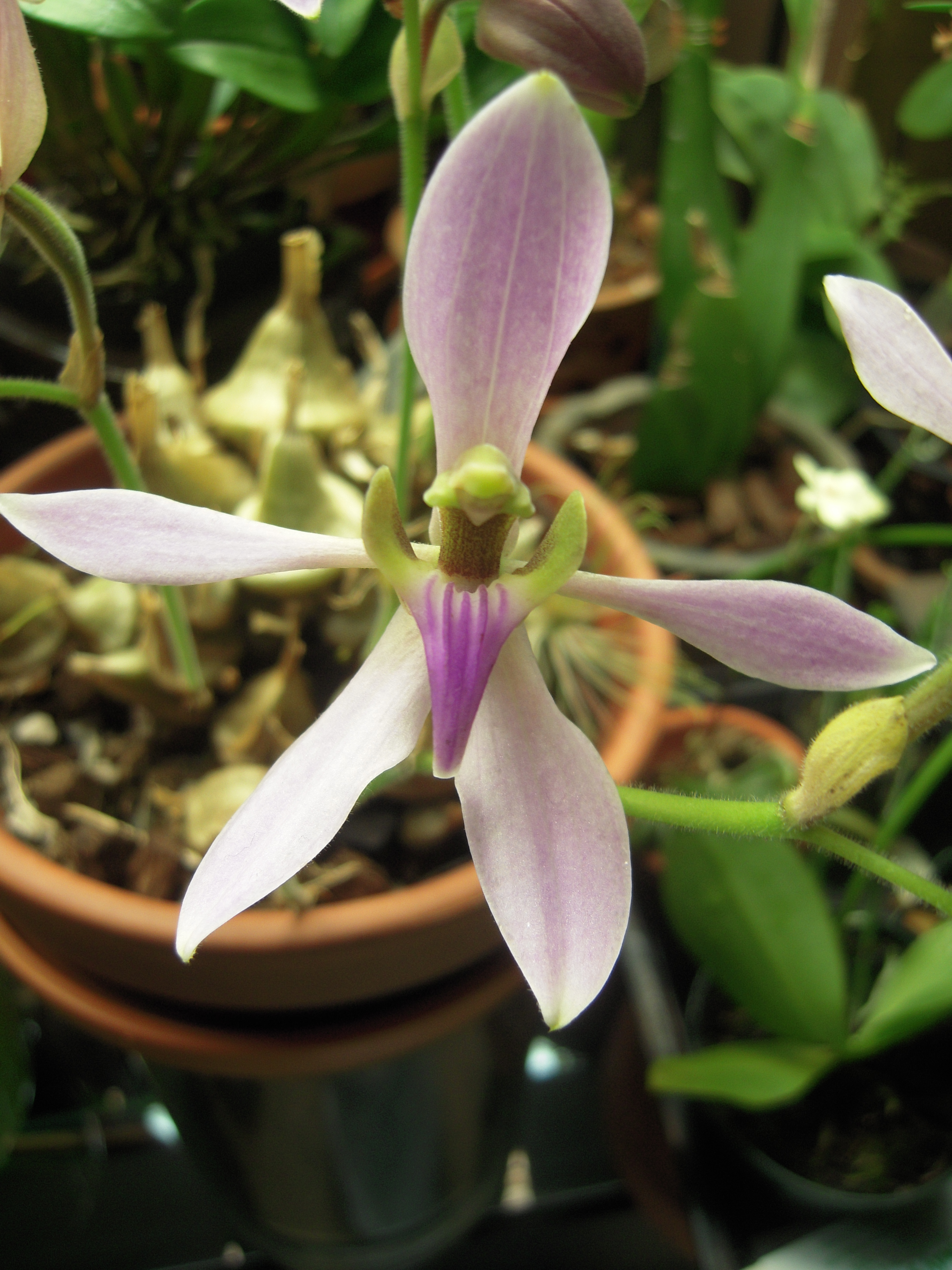
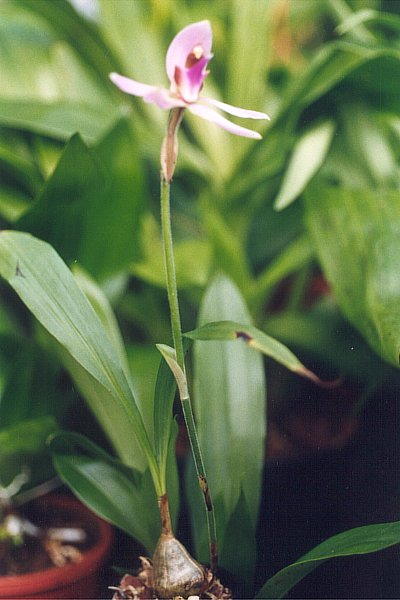
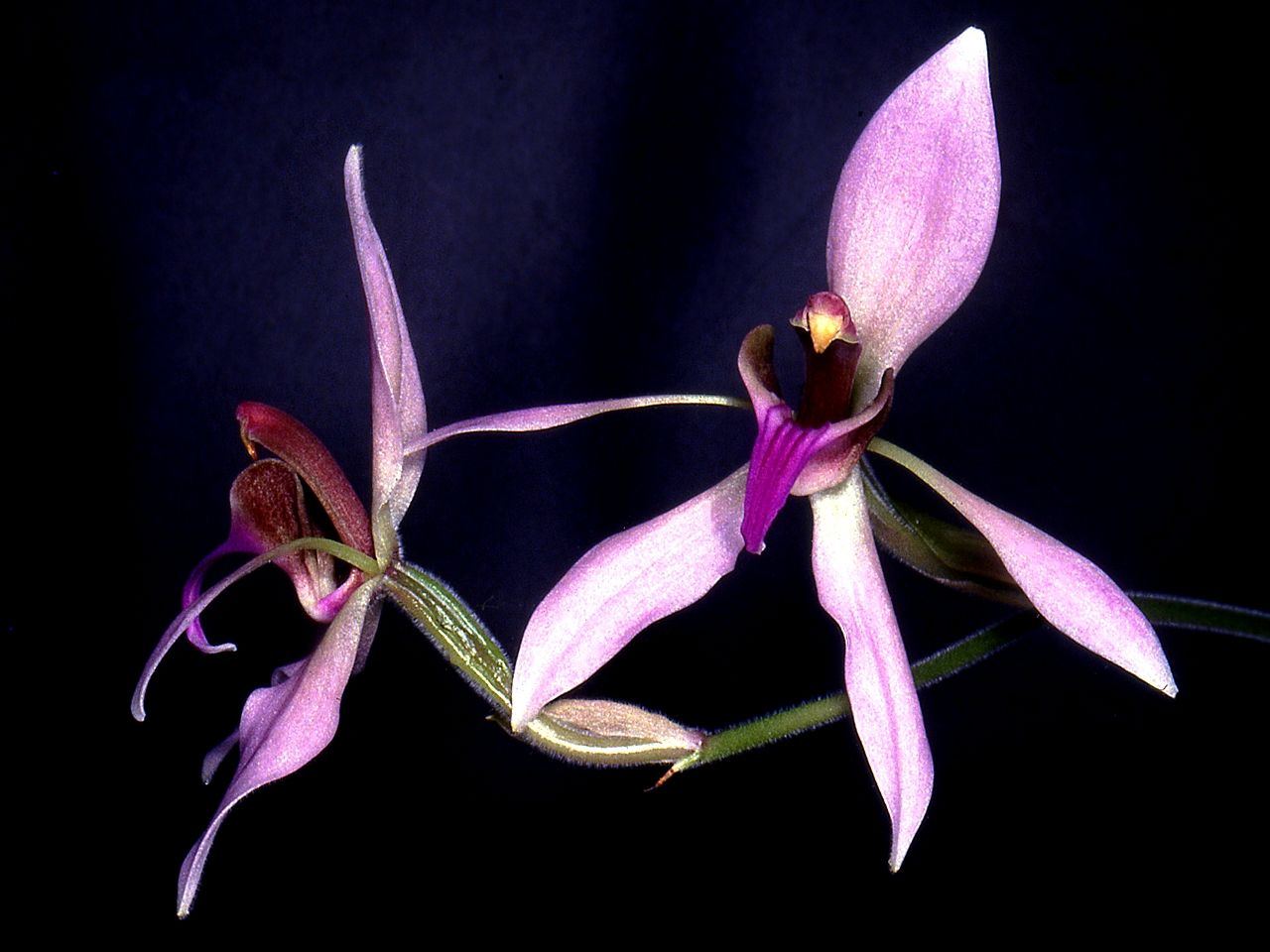
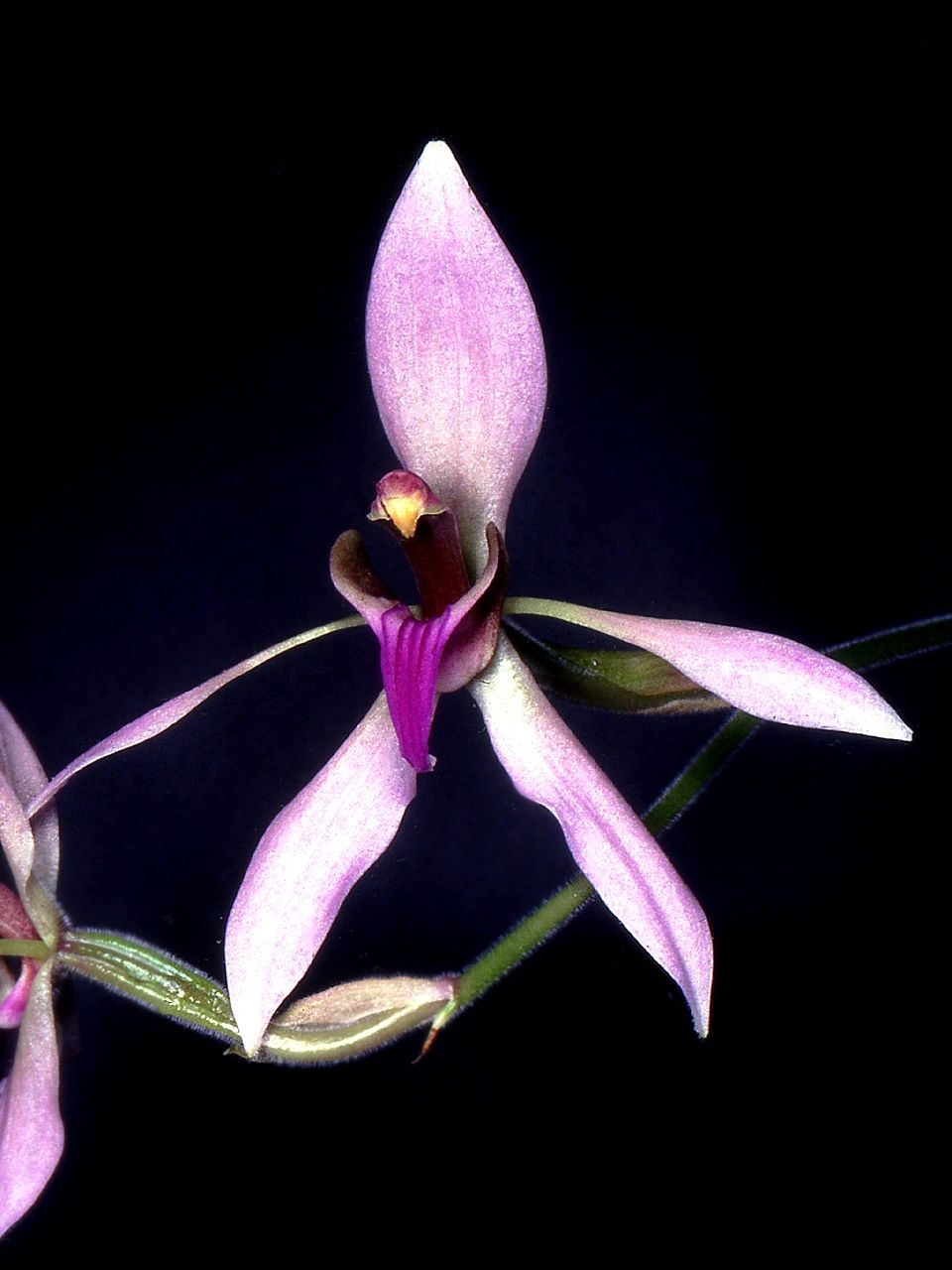
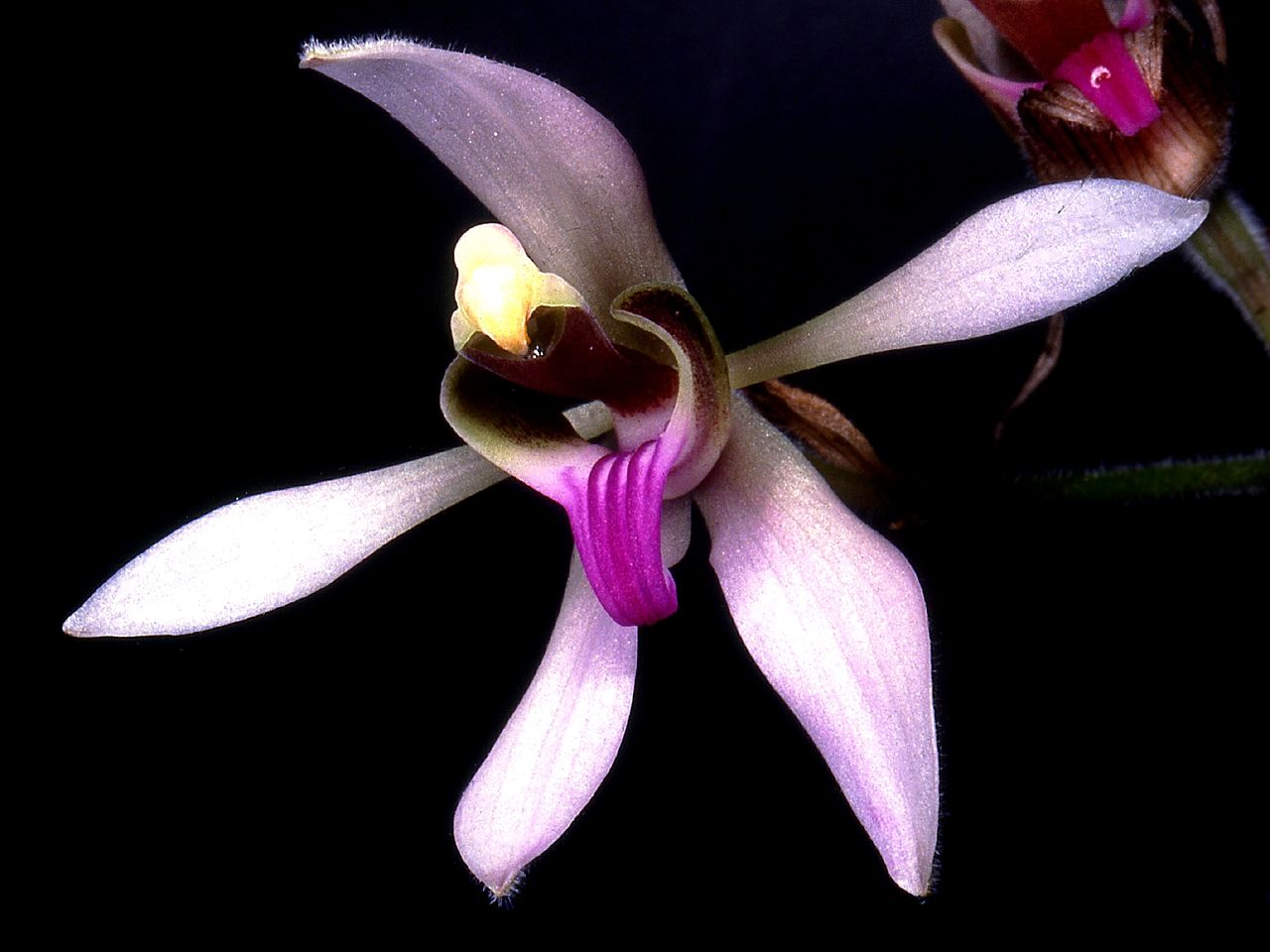